# 梅子鐵橋

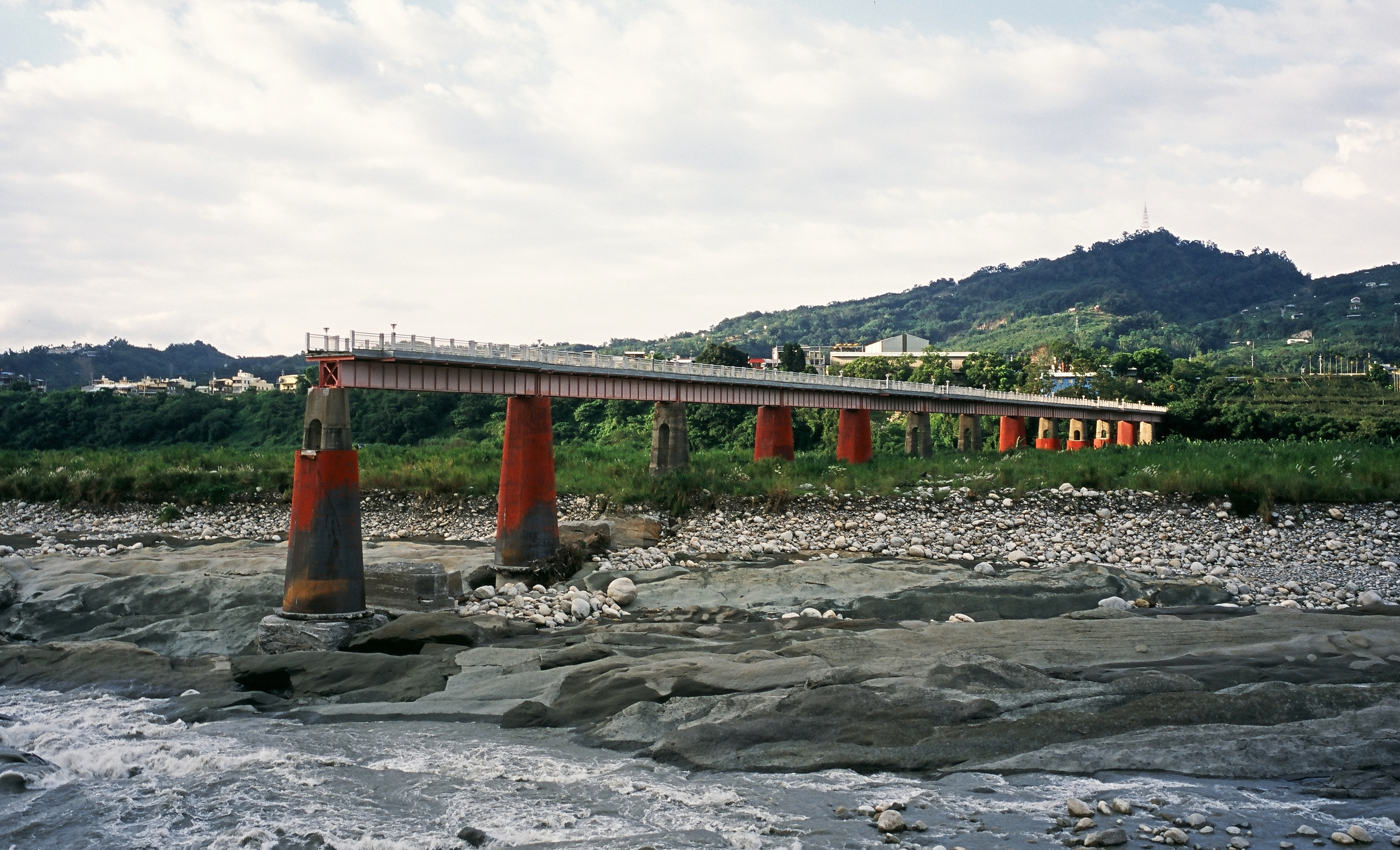
梅子鐵橋

梅子鐵橋是跨越中華民國（臺灣）大甲溪、連接臺中市石岡區與東勢區的橋樑，作為東豐自行車綠廊豐原端與后豐鐵馬道相接，且為大東勢地區重要的觀光據點。每當遊客騎到梅子鐵橋時，大多會停駐片刻，欣賞大甲溪溪畔風光，或是拍照留念。

## 沿革
中華民國前臺灣省政府為運送大雪山林場的林木資源及大甲溪發電計畫（如達見水壩）的材料，於1958年3月14日開工興建東勢線鐵路，在梅子車站與東勢車站間架設橋梁，命名大甲溪橋，是今日梅子鐵橋的前身，全長412.7公尺，為18孔跨度22.3公尺的上承式鋼鈑梁橋，橋墩採用鋼筋混凝土結構，隨著東勢線於1958年12月26日行駛首班試運轉列車而啟用。
之後由於大雪山林場資源迅速枯竭，衝擊東勢線的營運，導致東勢線開始沒落，於是東勢線自1991年9月1日起停駛，大甲溪橋（梅子鐵橋）也跟著停用廢棄。

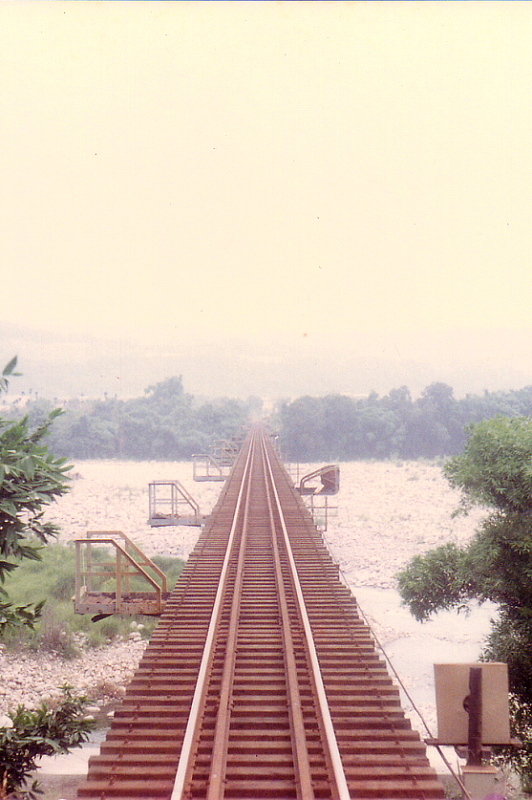
梅子鐵橋前身：東勢線大甲溪橋

1998年開始，台中縣前縣長廖永來規劃，將包含鐵橋在內的舊東勢線路廊舖設柏油，栽植花木，改為東豐綠色走廊，起初起點在台中縣豐原市朴子街178巷叉路口，終點在東勢鎮過了鐵橋不遠處。
1999年9月21日，台灣發生921大地震，鐵橋橋墩多處龜裂。
2000年11月15日起，由包含鐵橋在內的東豐綠色走廊改建成的東豐自行車綠廊啟用。
2006年6月9日起因連日豪大雨水災衝擊，鐵橋於同月12日遭沖斷第3座橋墩，約20公尺橋面落入溪中，令旅經遊客惋惜不已，於是為了恢復東豐綠廊自行車道往日榮景，政府積極辦理修復工程，直到2008年5月31日，該橋終於修復完成，重新啟用。鐵橋重建的部分採下承式單跨拱橋設計，長92公尺，下方無橋墩，以免阻礙水流。